# Mike Nichols
Mike Nichols, oorspronkelijk Michael Igor Peschkowsky, (Berlijn, 6 november 1931 – New York, 19 november 2014) was een Amerikaans filmregisseur. Hij is vooral bekend van zijn films Who's Afraid of Virginia Woolf? uit 1966 en The Graduate uit 1967. Voor de laatste won hij een Oscar.
Geboren in een Joodse familie (zijn vader was van Russisch-Joodse komaf, zijn moeder van Duits-Joodse en in de verte verwant aan Albert Einstein). Zijn moeders ouders waren de anarchist Gustav Landauer en de schrijfster Hedwig Lachmann. Hij werd in 1939 vanwege het toenemende antisemitisme in nazi-Duitsland Mike met zijn jongere broertje naar de Verenigde Staten gestuurd. Zijn vader was daar al korte tijd daarvoor aangekomen en zijn moeder volgde het jaar daarop. Vader liet aldaar de achternaam Peschkowsky veranderen in Nichols.
Mike Nichols overleed eind 2014 op 83-jarige leeftijd aan een hartaanval.

## Filmografie
Speelfilms
- 1966 - Who's Afraid of Virginia Woolf?
- 1967 - The Graduate
- 1970 - Catch-22
- 1971 - Carnal Knowledge
- 1973 - The Day of the Dolphin
- 1975 - The Fortune
- 1983 - Silkwood
- 1986 - Heartburn
- 1988 - Biloxi Blues
- 1988 - Working Girl
- 1990 - Postcards from the Edge
- 1991 - Regarding Henry
- 1994 - Wolf
- 1996 - The Birdcage
- 1998 - Primary Colors
- 2000 - What Planet Are You From?
- 2004 - Closer
- 2007 - Charlie Wilson's War

Documentaire's
- 1980 - Gilda Live

televisie
- 2001 - Wit
- 2003 - Angels in America